# Billet de 1 000 francs Cérès et Mercure
Pour les articles homonymes, voir 1 000 francs.
Recto
Verso
Chronologie
1 000 francs bleu et rose 1 000 francs Commerce et Industrie
Le 1 000 francs Cérès et Mercure est un billet de banque en francs français créé par la Banque de France le 11 février 1927 et émis le 2 janvier 1929 pour remplacer le 1 000 francs bleu et rose. Il sera suivi par le 1 000 francs Déméter.

## Historique
Ce billet appartient à la série des billets polychromes initiés, non sans difficultés, par la Banque de France dès la fin du XIXe siècle.
Il fut mis au point en urgence afin de remplacer la coupure bicolore type 1889, objet d’une importante contrefaçon. Il est émis au moment de la création du Franc Poincaré (qui s'établissait à 1/5e du Franc germinal) et fut imprimé d'avril 1927 à juillet 1940.
Il est retiré de la circulation et privé de son cours légal le 4 juin 1945 après 262 750 000 exemplaires émis.

## Description
Ce billet est l’œuvre du peintre Charles-Albert Walhain et fut gravé par Ernest-Pierre Deloche.
Les tons dominants sont l'ocre ourlé de bleu.
Au recto : deux têtes en haut à gauche et à droite dans deux médaillons rocailles représentant Cérès et Mercure. Deux chérubins symbolisant l'Agriculture (la faucille et le coq) et le Commerce (l'ancre marine et la pelle), se tiennent de part et d'autre d'un chapiteau. 
Au verso : de part et d'autre d'une allégorie symbolisant la Fortune, à gauche André Marie Ampère à sa table de travail, à droite Louis Pasteur, représentant tous deux la Recherche et la Science. Au centre, un forgeron et un orfèvre représentant l'Artisanat.
Les deux filigranes montrent les effigies de profil de Cérès et de Mercure se faisant face.
Les dimensions sont de 233 × 129 mm.